# Cirrhilabrus aurantidorsalis
Cirrhilabrus aurantidorsalis là một loài cá biển thuộc chi Cirrhilabrus trong họ Cá bàng chài. Loài này được mô tả lần đầu tiên vào năm 1999.

## Từ nguyên
Từ định danh aurantidorsalis được ghép bởi hai âm tiết trong tiếng Latinh, aurantium ("màu cam") và dorsalis ("ở lưng"), hàm ý đề cập đến vùng màu cam sáng trên lưng của cá đực.

## Phạm vi phân bố và môi trường sống
C. aurantidorsalis là một loài đặc hữu của Indonesia, được biết đến chủ yếu tại quần đảo Togean nằm trong vịnh Tomini (thuộc đảo Sulawesi), nhưng cũng được nhìn thấy xa hơn về phía đông đến đảo Lembeh. Loài này sống gần các rạn san hô trên nền đá vụn ở độ sâu khoảng 10–30 m; cá con sống theo từng nhóm nhỏ ở vùng nước nông hơn.

## Phân loại học
Cirrhilabrus cf. aurantidorsalis, một danh pháp dùng để gọi cho một loài chị em chưa được mô tả với C. aurantidorsalis. Quần thể cf. aurantidorsalis này được tìm thấy ở một số hòn đảo thuộc quần đảo Sunda Nhỏ, trải dài về phía đông đến các cụm đảo thuộc quần đảo Maluku.
Cirrhilabrus solorensis, một loài mà đến năm 2021 mới được mô tả khoa học một cách đầy đủ và chính xác, lại có phạm vi trùng lặp với cf. aurantidorsalis. Nhiều khả năng, cf. aurantidorsalis chính là quần thể solorensis thực sự, vì kiểu màu của cả hai được mô tả rất khớp với nhau. Cùng với C. solorensis, C. aurantidorsalis được gộp vào một nhóm phức hợp loài với Cirrhilabrus cyanopleura.

## Mô tả
Chiều dài lớn nhất được ghi nhận ở C. aurantidorsalis là 10 cm. Phần lưng có màu vàng cam là đặc điểm của loài cá này, xuất hiện ở cả cá cái và cá đực, trừ cá con. Dải màu của cá đực trưởng thành sẫm màu cam hơn, và chúng có thêm một vệt đốm hình vương miện màu đỏ tía trên đỉnh đầu. Đầu có màu đỏ tía. Cơ thể của C. aurantidorsalis có màu tím đến xanh lam. Vây đuôi có hình thoi rõ rệt ở những con đực trưởng thành.
Số gai ở vây lưng: 11; Số tia vây ở vây lưng: 9; Số gai ở vây hậu môn: 3; Số tia vây ở vây hậu môn: 9; Số gai ở vây bụng: 1; Số tia vây ở vây bụng: 5.

## Sinh thái học
Các thành viên trong phức hợp loài cyanopleura được biết đến với khả năng tự phát huỳnh quang đỏ khá mạnh, với cường độ và sự phân bổ huỳnh quang trên cơ thể khác nhau giữa cá đực và cái tùy từng loài.

## Thương mại
C. aurantidorsalis được thu thập trong ngành buôn bán cá cảnh, và được bán với giá 60 USD một con tại Hoa Kỳ.